# ایگور وکیچ
ایگور وکیچ (اسلوونیایی: Igor Vekić؛ زادهٔ ۶ مهٔ ۱۹۹۸) بازیکن فوتبال اهل اسلوونی است.
از باشگاه‌هایی که در آن بازی کرده است می‌توان به باشگاه فوتبال وایله بلدکلوب و باشگاه فوتبال پاسوژ د فریرا اشاره کرد.
وی همچنین در تیم‌های ملی فوتبال زیر ۲۱ سال اسلوونی، و اسلوونی بازی کرده است.